# Żydowce
Żydowce (niem. Sydowsaue) – prawobrzeżna część miasta Szczecina na osiedlu Żydowce-Klucz.

## Historia
Pierwsze ślady bytności człowieka na terenie Żydowiec pochodzą z okresu neolitu. Odkryto tu znaleziska wiązane z kulturą pucharów lejkowatych. Osadnictwo występowało tu głównie w neolicie oraz w epoce brązu (kultura łużycka).
Żydowce zostały założone w 1750 roku przez radcę Izby Wojenno-Skarbowej Richarda Christopha Sydowa, w ramach zarządzenia króla Prus Fryderyka II z 1747 roku, nakazującego zasiedlić tereny nad Regalicą. Według umowy z 30 czerwca 1747 o czynszu wieczystym, potwierdzonej przez króla dn. 25 lipca, Żydowce zostały odsprzedane za sumę 411 talarów 7 groszy i 6 fenigów czynszu wieczystego przez Pomorską Izbę Wojenno-Skarbową (niem. Pommersche Kriegs- und Domainen- Kammer) w Szczecinie radcy wojennemu Richardowi Christophowi Sydow, który był również głównym dzierżawcą urzędu w Kołbaczu. W czasie wojny siedmioletniej, w 1758 roku, wieś została spalona przez wojska rosyjskie. Żydowce odbudowano, lecz w 1813 roku ponownie została zniszczona przez wojska francuskie.
Żydowce były jednym z najbardziej dochodowych majątków ówczesnego powiatu gryfińskiego. W 1865 roku 2/3 znakomitych łąk w Żydowcach, położonych przy Regalicy i podzielonych na małe parcele zostało wydzierżawionych za 4000 talarów rocznie. Dochody przynosiła również reszta gruntów, dzięki czemu wartość majątku oszacowano na 120 tys. talarów. W 1868 roku wieś liczyła 438 mieszkańców, 36 domów mieszkalnych i 61 budynków gospodarczych. Ziemia podzielona była na 311 parceli, w sumie 424 morgi. We wsi funkcjonowała również cegielnia.
W 1903 roku powstała fabryka sztucznego jedwabiu należąca do hrabiego Guido Henckel von Donnersmarck. W 1911 roku fabrykę rozbudowano i wybudowano domy dla pracowników i urzędników. Wraz z rozbudową fabryki w latach 1911–1912 umocniono nabrzeża przeładunkowe przy fabryce sztucznego jedwabiu, a następnie w latach 1913–1914 wykonano regulację Regalicy, umacniając linię brzegową Żydowiec. W roku 2000 nastąpiła upadłość „Wiskord” S.A.
W czasie II wojny światowej Żydowce odniosły duże zniszczenia w zabudowie mieszkalnej i przemysłowej. Zostały poważnie uszkodzone w nocnych nalotach bombowców alianckich z 3/4, 13/14 i 25/26 sierpnia 1944 roku.
Zdobycie Żydowiec nastąpiło 18.03.1945 r. po walkach oddziałów piechoty radzieckiej wspieranej przez artylerię polską.